# Bañado de Medina (ville)
Bañado de Medina est une ville de l'Uruguay située dans le département de Cerro Largo. Sa population est de 254 habitants.

## Géographie
Bañado de Medina est située dans le secteur 11, à l'ouest de la ville de Melo.

## Population
| Année | Population |
| ----- | ---------- |
| 1963  | 261        |
| 1975  | 208        |
| 1985  | 168        |
| 1996  | 165        |
| 2004  | 254        |

,